# Sophia Wijnberg
Sophia (Sophie) Wijnberg (Zwolle, 17 april 1799 - Kampen, 11 juli 1905) was, ten tijde van haar overlijden, de oudste levende vrouw van Nederland en de wereld. 
Sophia Wijnberg werd in 1799 geboren in Zwolle als dochter van Salomon Samson Wijnberg en Geertruida Mozes Kars. Op 25 maart 1817 trouwde ze met Isaac Daniel Abrahams, met wie ze vijf kinderen kreeg. Hun scheiding vond plaats op 10 juni 1830. 
Op 4 april 1903 werd Wijnberg, na het overlijden van de 110-jarige Margaret Ann Neve, de oudste levende persoon ter wereld. Ze overleed iets meer dan twee jaar later, op 11 juli 1905 in Kampen. Wijnberg werd 106 jaar en 121 dagen oud en was tevens de laatste nog levende persoon geboren voor 1800. 
Ze was tijdens haar overlijden wel de oudste Nederlandse vrouw ooit, maar niet de oudste Nederlander ooit; dat record was decennia lang in handen van Geert Adriaans Boomgaard uit Groningen, die op 21 september 1788 werd geboren en op 3 februari 1899 overleed op de leeftijd van 110 jaar en 135 dagen. Haar record voor oudste Nederlandse vrouw ooit werd op 8 april 1948 door Petronella Herfst (8 december 1841 - 29 juni 1948) uit Rotterdam verbroken en verlengd naar 106 jaar en 204 dagen toen ook zij overleed.